# Valfrido Pilotto
Valfrido Pilotto (Mallet, 23 de abril de 1903 – Matinhos, 13 de março de 2006) foi um advogado, jornalista, escritor, ensaísta, poeta, historiador e filósofo brasileiro.
Oriundi, Valfrido Pilotto foi o primeiro ocupante da cadeira número 1 da Academia Paranaense de Letras.
Foi presidente do Centro de Letras do Paraná no período de 1989 a 1991.